# الرحبة (تعز)
الرحبة هي إحدى قرى الجمهورية اليمنية. وهي تتبع جغرافيًا لمحافظة تعز. وإداريًا لمديرية شرعب السلام. يبلغ تعداد سكانها 2126 نسمة حسب الإحصاء الذي جرى عام 2004.